# Grée
Der Grée (oder auch Pouillé genannt) ist ein Fluss in Frankreich, der im Département Loire-Atlantique in der Region Pays de la Loire verläuft. Er entspringt im nördlichen Gemeindegebiet von Loireauxence, entwässert in einem Bogen über West nach Süd und mündet nach rund 28 Kilometern im Gemeindegebiet von Ancenis-Saint-Géréon als rechter Nebenfluss in die Loire. In ihrem Unterlauf quert der Grée die Autobahn A11 und die Bahnstrecke Tours–Saint-Nazaire.

## Bezeichnung des Flusses
Der Fluss ändert in seinem Verlauf mehrfach seinen Namen:
- Ruisseau de Morleyère im Quellbereich
- Ruisseau de la Motte im Oberlauf
- Ruisseau de Pouillé im Mittelabschnitt
- Ruisseau de Grée im Unterlauf

## Orte am Fluss
(Reihenfolge in Fließrichtung)
- Mostière, Gemeinde Loireauxence
- Maumusson, Gemeinde Vallons-de-l’Erdre
- Pouillé-les-Côteaux
- La Chauvelière, Gemeinde La Roche-Blanche
- La Poupardière, Gemeinde Mésanger
- La Templerie, Gemeinde Vair-sur-Loire
- Ancenis, Gemeinde Ancenis-Saint-Géréon

## Besonderheiten
Im Unterlauf bildet der Fluss das Feuchtgebiet Marais de Grée, das zum Natura 2000 Schutzgebiet Vallée de la Loire de Nantes aux Ponts-de-Cé et ses annexes gehort, welches unter der Nummer FR5212002 registriert ist.